# Гнеј Папирије Карбон
Гнеј Папирије Карбон (око 135. п. н. е. - 82. п. н. е.) био је римски политичар и конзул у више наврата. 

## Биографија
Био је нећак Гаја Папирија Карбона и припадао је странци популара. Године 87. п. н. е. је, након Сулиног одласка у Први митридатски рат, учествовао у повратку популара на власт у Риму. Цина га је одредио за свог колегу те је године 85. п. н. е. постао конзул. Окупио је велику војску с којом је прешао Јадранско море у намери да се обрачуна са Сулином војском у Грчкој, али се, чувши за Цинину погибију у војничкој побуни, вратио натраг у Рим.
Године 82. п. н. е. је за време другог грађанског рата изабран за конзула заједно са вођом популара Гајем Маријем Млађим. Први покушај заустављања Суле је завршио неодлучном битком код Клузија, али је зато поражен код Фавентије у нападу на логор Сулиног генерала Квинта Цецилија Метела Пија. Неуспех да се његов колега Марије деблокира у Пренести га је обесхрабрио и натерао у бег из Италије. Прво се склонио у Африку, а потом на острво Косира где је ухапшен и доведен пред Помпеја у Лилибеј. Тамо је погубљен.